# Осенние корабли
«Осенние корабли» — советский рисованный мультипликационный фильм, снятый в 1982 году на студии ТО «Экран» режиссёром Юрием Бутыриным по сценарию Сергея Козлова.

## Сюжет
Ёжик мечтает о своём море — с шумом волн, с кораблями. Набрав воды в озерце, Ёжик несёт к себе домой кусочек моря. Медвежонок предлагает Ёжику не мучиться, а лечь на зиму спать. Но Ёжик боится зимнего одиночества. Он спрашивает белку, где взять корабли. Но та рекомендует ему не заниматься ерундой. Но вот он встречает Волка. Разговорчивый Волк вырезает для Ёжика кораблик из деревяшки. И вот, теперь у Ёжика есть дома море и корабль на волнах. Умиротворённый, он засыпает, и ласковое море окружает его со всех сторон.

## Создатели
| автор сценария       | Сергей Козлов |
| режиссёр             | Юрий Бутырин |
| художник-постановщик | А. Елизаров |
| оператор             | Эрнст Гаман |
| композитор           | Виктор Купревич |
| звукооператор        | Виталий Азаровский |
| художники:           | - Г. Черникова - Наталья Кудрявцева - Жанна Корякина - И. Самохин - Андрей Колков - Вадим Меджибовский - Светлана Сичкарь - Александр Брежнев - Ирина Гундырева - Н. Базельцева |
| роли озвучивали:     | - Клара Румянова - Вячеслав Невинный - Георгий Бурков |
| монтажёр             | Любовь Георгиева |
| редактор             | Е. Ходина |
| директор             | Л. Варенцова |

## Мини-сериал
По словам Юрия Бутырина, ему хотелось снимать именно детские мультфильмы. Ему подходили по тематике короткие детские сказки Сергея Козлова с их сквозными персонажами. Бутырин планировал снять множество эпизодов, но после первых трёх («Трям! Здравствуйте!», «Зимняя сказка» и «Осенние корабли») удалось снять только последнюю ленту «Удивительная бочка», после чего Козлов, по какой-то причине, охладел к идее Бутырина. В итоге получился мини-сериал, в котором каждая серия соответствовала какому-то времени года.